# Список українських парламентарів Польської Республіки (1918-39)
Список українських парламентаріїв Польської Республіки (1918-39)

## Сейм

### 1-а каденція

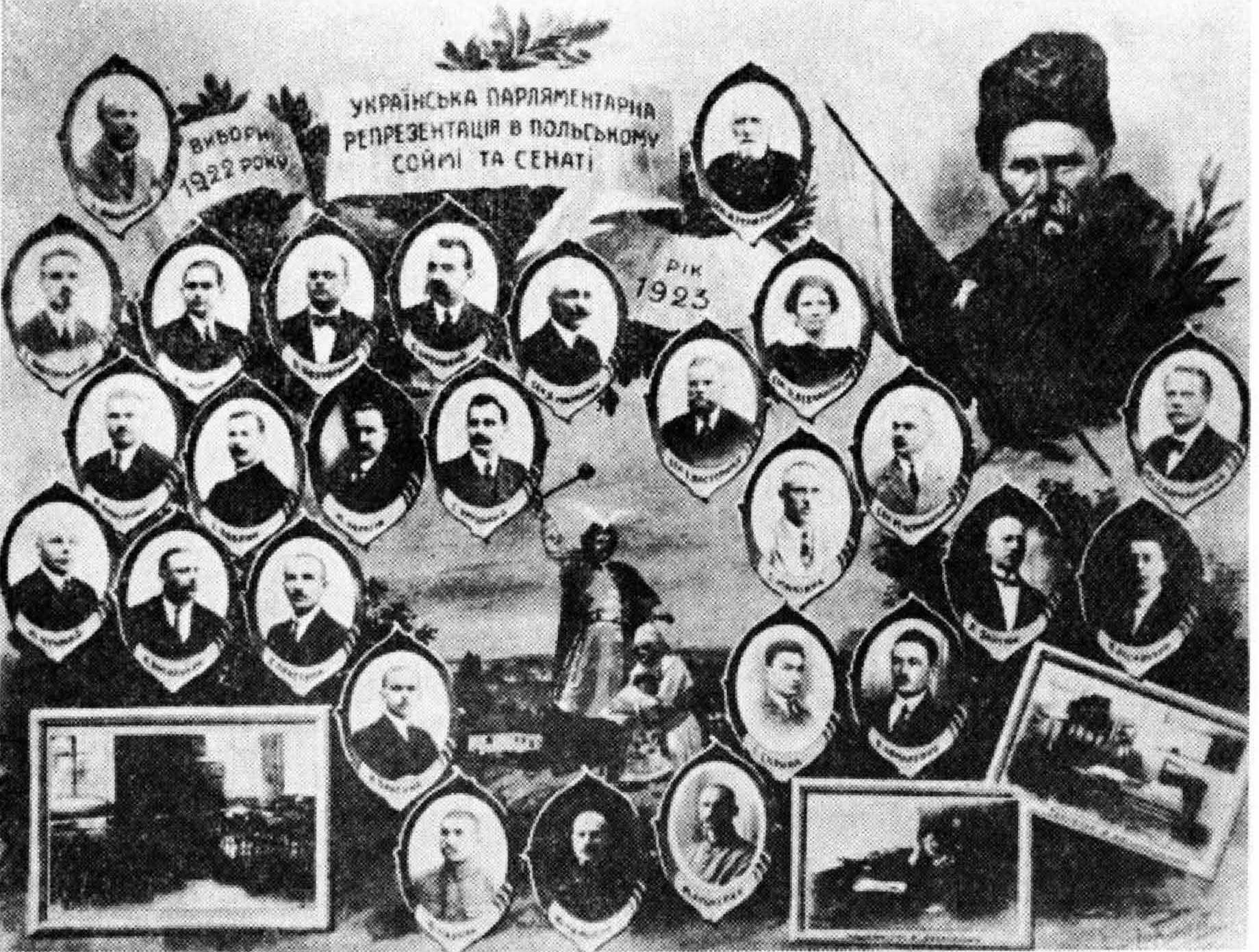
Українська Парляментарна Репрезентація в польському Соймі та Сенаті з польських виборів 1922 року. Зліва направо: С. Любарський, о. прот. Д. Герштанський, С. Підгірський, А. Пащук, Б. Козубський, С. Козицький, Л. Маркович, І. Пастернак, О. Левчанівська, В. Дмитріюк, І. Павлюк, М. Пирогів, С. Хруцький, С. Маківка, М. Черкавський, О. Карпінський, М. Чучмай, А. Васильчук, Х. Приступа, Я. Войтюк, П. Васиньчук, А. Братунь, Й. Скрипа, В. Комаревич, В. Махнюк, Ю. Тимощук, М. Луцкевич.

- Андрій Братунь — з 23 травня член соціалістичної фракції в Українському клубі, а потім фракцій Сель-Союзу та Сель-Робу.
- Нестор Хом'як — увійшов до Сейму в 1925 році, замінивши Марека Луцкевича, який втік до СРСР.
- Сергій Хруцький — голова Української парламентської репрезентації
- Максим Чучмай — позбавлений мандата в грудні 1924 року у зв'язку з звинуваченням в антидержавній діяльності.[1][2]
- Василь Дмитріюк
- Іван Дутчак
- Микола Ільків
- Василь Комаревич — втратив мандат за вироком Верховного суду від 6 липня 1923 р.
- Борис Козубський
- Сергій Козицький — позбавлений повноважень у грудні 1924 р. за звинуваченням в антидержавній діяльності[1]
- Іван Кравчишин
- Семен Любарський — депутат від Блоку національних меншин у Краснистівському районі
- Марко Луцкевич — позбавлений мандата в 1924 році
- Степан Маківка
- Лев Маркович
- Борис Марвій — позбавлений мандата у грудні 1924 р. через звинувачення в антидержавній діяльності[1]
- Симон Мельник
- Василь Мохнюк — введений у 1923 році замість М. Пирогова
- Назарук Сергій — вступив у 1923 році замість В. Комаревича
- Андрій Пащук
- Іларіон Павлюк — входив від НУМД у Кременецькому районі
- Самійло Підгірський
- Хома Приступа
- Микола Пирогів — втратив мандат у 1923 році
- Йосип Скрипа
- Юрій Тимощук — депутат від Блоку національних меншин у Луцькому районі
- Антін Васиньчук
- Павло Васиньчук — позбавлений мандату в грудні 1924 р. через звинувачення в антидержавній діяльності[1][3]
- Яків Войтюк
- Омелян Залуцький

### 2-а каденція

Українська Парляментарна Репрезентація на Конґресі Міжпарляментарної Унії 1928 року в Берліні. В першому ряді зліва направо: Антін Максимович, Дмитро Паліїв, полковник Євген Коновалець, Степан Кузик, Іван Блажкевич, отець Володимир Пелліх; у другому ряді зліва направо: професор Зенон Кузеля, Олександр Вислоцький, Дмитро Андрієвський, Остап Луцький

- Лев Бачинський — голова Клубу Української соціалістично-радикальної парламентської репрезентації, помер під час перебування на посаді
- Степан Баран
- Степан Біляк
- Іван Блажкевич
- Євген Богуславський — внесений зі списку Безпартійного блоку співпраці з урядом (ББСУ)
- Володимир Целевич
- Микола Хам — мандат від списку Сіль-Роб-Лівиця, член Клубу єдності Сіль-Роб
- Сергій Хруцький
- Максим Чучмай
- Іван Федорук — мандат за списком Сельсько-робітничої правиці. Позбавлений мандата за рішенням Верховного суду від 17 лютого 1930 року.
- Михайло Ганушевський
- Володимир Кохан
- Осип Когут
- Леонтій Куницький
- Антін Кунько
- Іван Куровець — пішов у відставку в 1928 році
- Степан Кузик
- Іван Ліщинський
- Дмитро Ладика
- Дмитро Левицький
- Остап Луцький
- Антін Максимович — вводиться замість I. Куровця
- Афанасій Острейко — мандат зі списку ББСУ
- Дмитро Паліїв
- Володимир Пелліх
- Микола Рогуцький
- Мілена Рудницька
- Еразм Садовський — мандат зі списку ББСУ
- Василь Сегейда — мандат зі списку ББСУ
- Адріан Сенюк
- Лаврентій Серветник
- Клим Степанів
- Михайло Струтинський
- Петро Шекерик-Доників
- Гринь Тершаковець
- Кирило Вальницький
- Павло Васиньчук
- Дмитро Великанович
- Іван Власовський
- Степан Волинець — мандат зі списку Сель-Роб-Правиці
- Олександр Вислоцький
- Михайло Західний
- Володимир Загайкевич
- Микола Заєць — мандат зі списку Сель-Роб-Лівиці
- Іван Заваликут
- Володимир Зубрицький
- Семен Жук

### 3-я каденція
- Степан Баран
- Степан Біляк
- Богдан Білинський — увійшов до Сейму 16 жовтня 1931 року замість М. Галущинського
- Євген Богуславський — внесений зі списку Безпартійного блоку співпраці з урядом (ББСУ)
- Микита Бура — внесений зі списку ББСУ
- Сергій Хруцький
- Юра Чукур
- Галущинський Михайло — помер під час каденції
- Антін Горбачевський
- Андрій Гривняк — увійшов до Сейму 1933 р. замість Я. Олесницький
- Олекса Яворський
- Володимир Кохан — склав повноваження у 1933 році
- Степан Кузик
- Дмитро Ладика
- Дмитро Левицький
- Остап Луцький
- Ілько Лисий — у 1933 році зайняв місце В. Дорогий
- Любомир Макарушка
- Михайло Матчак
- Ярослав Олесницький — загинув у 1933 році
- Зиновій Пеленський
- Петро Певний
- Рудницька Мілена Іванівна
- Василь Серафимович
- Степан Скрипник
- Теліжинський Михайло
- Гринь Тершаковець
- Михайло Вахнюк
- Дмитро Великанович
- Володимир Загайкевич

### 4-а каденція
- Степан Баран
- Степан Біляк
- Василь Болюх
- Микита Бура
- Володимир Целевич
- Сергій Хруцький
- Володимир Кузьмович
- Василь Мудрий
- Зиновій Пеленський
- Роман Перфецький
- Петро Певний
- Степан Скрипник
- Гринь Тершаковець
- Корнило Троян
- Сергій Тимошенко
- Дмитро Великанович
- Іван Волянський
- Степан Витвицький
- Іван Заваликут

### 5-а каденція
- Степан Баран
- Степан Біляк
- Василь Болюх
- Микита Бура
- Володимир Целевич
- Гринь Ганкевич
- Володимир Косидло
- Павло Лисяк
- Василь Мудрий
- Степан Навортський
- Олександр Огородник
- Володимир Онуфрейчук
- Зиновій Пеленський
- Роман Перфецький
- Степан Скрипник
- Іларіон Тарнавський
- Іван Волянський
- Мартин Волков
- Степан Витвицький

## Сенат

### 1-а каденція
- Черкавський Михайло
- Дем'ян Герштанський
- Олександр Карпинський
- Олена Левчанівська
- Іван Пастернак

### 2-а каденція
- Василь Бараник — загинув 11 квітня 1930 року
- Олександр Черкавський
- Володимир Децикевич
- Галущинський Михайло
- Антін Горбачевський
- Сергій Козицький
- Микола Кузьмин
- Олена Кисілевська
- Іван Макух
- Степан Редько
- Юліан Татомир
- Корнило Троян

### 3-я каденція
- Інокентій Гловацький
- Олена Кисілевська
- Іван Макух
- Микола Маслов
- Юліан Павликовський

### 4-а каденція
- Володимир Децикевич
- Антін Горбачевський
- Остап Луцький
- Микола Маслов
- Юліан Павликовський

### 5-а каденція
- Володимир Децикевич
- Омелян Гординський
- Богдан Лепкий
- Роман Лободич
- Микола Малицький
- Микола Творидло
- Сергій Тимошенко